# Wilcza (stacja kolejowa)
Wilcza (ukr. Вільча) – stacja kolejowa w miejscowości Wilcza, w rejonie wyszogrodzkim, w obwodzie kijowskim, na Ukrainie. Położona jest na linii Owrucz – Czernihów, na terenie Strefy Wykluczenia wokół Czarnobylskiej Elektrowni Jądrowej.

## Historia
Stacja powstała w 1928. Po katastrofie w Czarnobylskiej Elektrowni Jądrowej w 1986 w pobliżu stacji powstał punkt odkażania taboru biorącego udział w akcji likwidacyjnej. Po zakończeniu prac zabezpieczających miejsce katastrofy, linia od Wilczy w stronę elektrowni (Czernihowa) została zamknięta i w kolejnych latach uległa dewastacji. Tym samym Wilcza została stacją krańcową linii z Owrucza i jedyną działającą stacją w zachodniej części Strefy Wykluczenia, którą pozostaje do dziś. Na stacji odbywały się głównie załadunki drewna.
Latem 2021 ponownie otworzono linię z Wilczy do Janiwa. Służy ona składom dojeżdżającym do Centralnego Magazynu Wypalonego Paliwa Jądrowego.